# یاسمین لبون
یاسْمین لِـبون (به انگلیسی: Yasmin Le Bon) (زاده ۲۹ اکتبر ۱۹۶۴ در آکسفورد با نام یاسمن پروانه) یک مانکن ایرانی -انگلیسی است که در شهرهای لندن و نیویورک فعالیت می‌کند.

وی بنابر گزارش روزنامه گاردین یکی از پر درآمدترین مانکن‌های دهه ۱۹۸۰ میلادی بوده است.

## زندگی شخصی

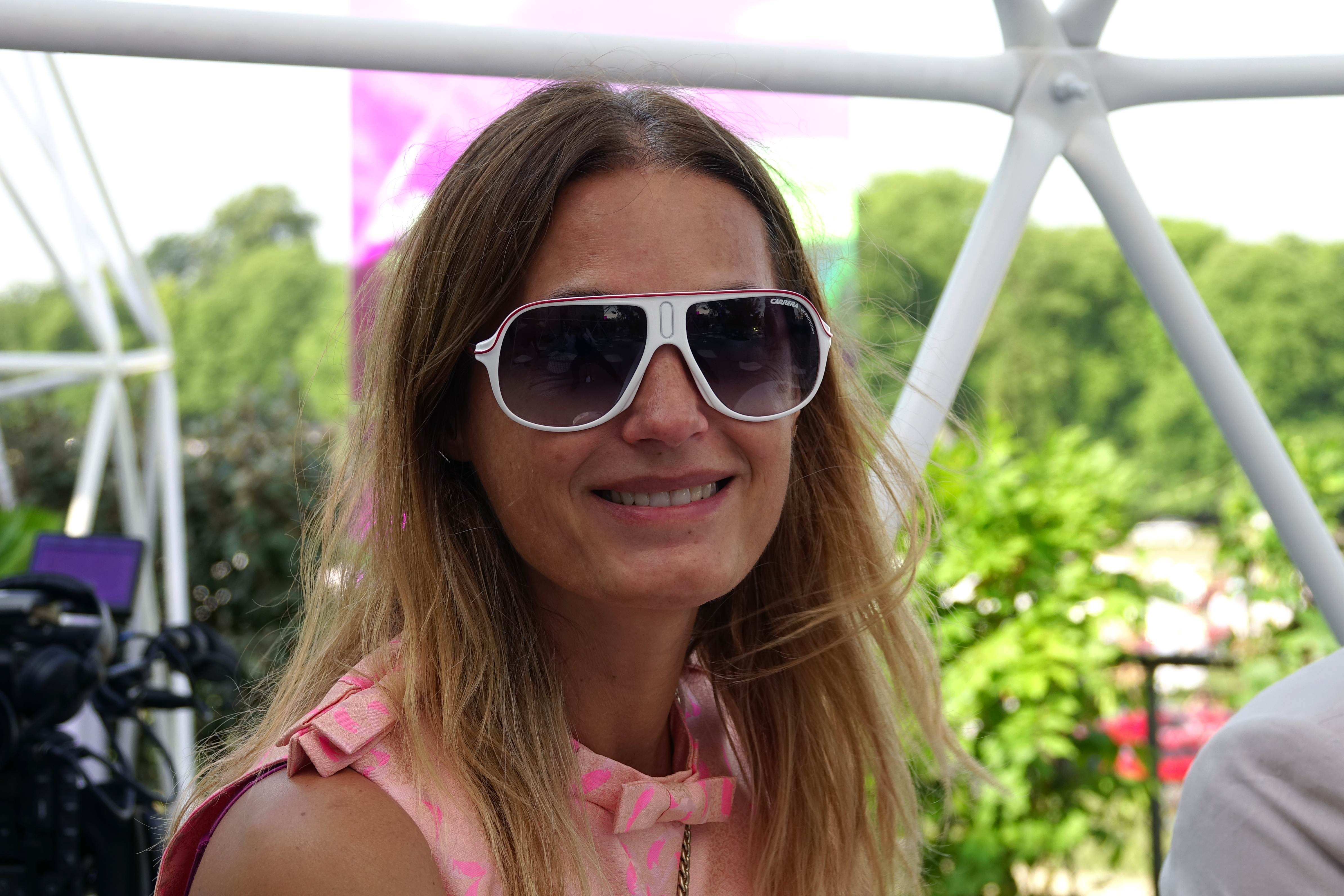
یاسمن در ۲۰۱۹

او در سال ۱۹۸۴ با سایمون لبون خواننده گروه دورَن دورَن آشنا شد. آنها در سال ۱۹۸۵ در شهر زادگاهش، آکسفورد، با هم ازدواج کردند و حاصل این ازدواج سه فرزند به نام‌های امبر رز، سفرون ساهارا و تالولا پاین بود.

بزرگ‌ترین دختر او، «امبر رز تامارا لبون» نیز راه و حرفه مادر خود یعنی مدلینگ را ادامه داد.